# Catenibacillus
Catenibacillus es un género de bacterias grampositivas de la familia Lachnospiraceae. Actualmente sólo contiene una especie: Catenibacillus scindens. Fue descrito en el año 2018. Su etimología hace referencia a bacilo en cadena. El nombre de la especie hace referencia a escisión, por la habilidad de romper el enlace C-C en los glucósidos aromáticos. Es anaerobia estricta, inmóvil y en forma de bacilos de 0,6-1,0 μm de ancho por 1-2 μm de largo. Suele formar cadenas, aunque pueden encontrarse células individuales o en pares. Catalasa y oxidasa negativas. Las colonias en agar sangre después de 4 días a 37 °C son grisáceas, circulares y no hemolíticas, con bordes enteros. Tiene un contenido de G+C de 47,1%. Se ha aislado de heces humanas en Alemania. 